# Pullay
 Pullay  es una población y comuna francesa, en la región de Alta Normandía, departamento de Eure, en el distrito de Évreux y cantón de Verneuil-sur-Avre.

## Demografía
| 243 | 237 | 246 | 304 | 328 | 353 |
| Para los censos de 1962 a 1999 la población legal corresponde a la población sin duplicidades (Fuente: INSEE [Consultar]) |     |     |     |     |     |